# Giovanni Pacini
Giovanni Pacini (2 de fevereiro de 1796 – 6 de dezembro de 1867) foi um compositor de ópera italiano.
Pacini nasceu em Catânia, na Sicília, filho do cômico Luigi Pacini. A família era de origem toscana.
Escreveu cerca de 74 óperas. As suas primeiras 25 óperas foram escritas quando Gioacchino Rossini dominava a ópera italiana.

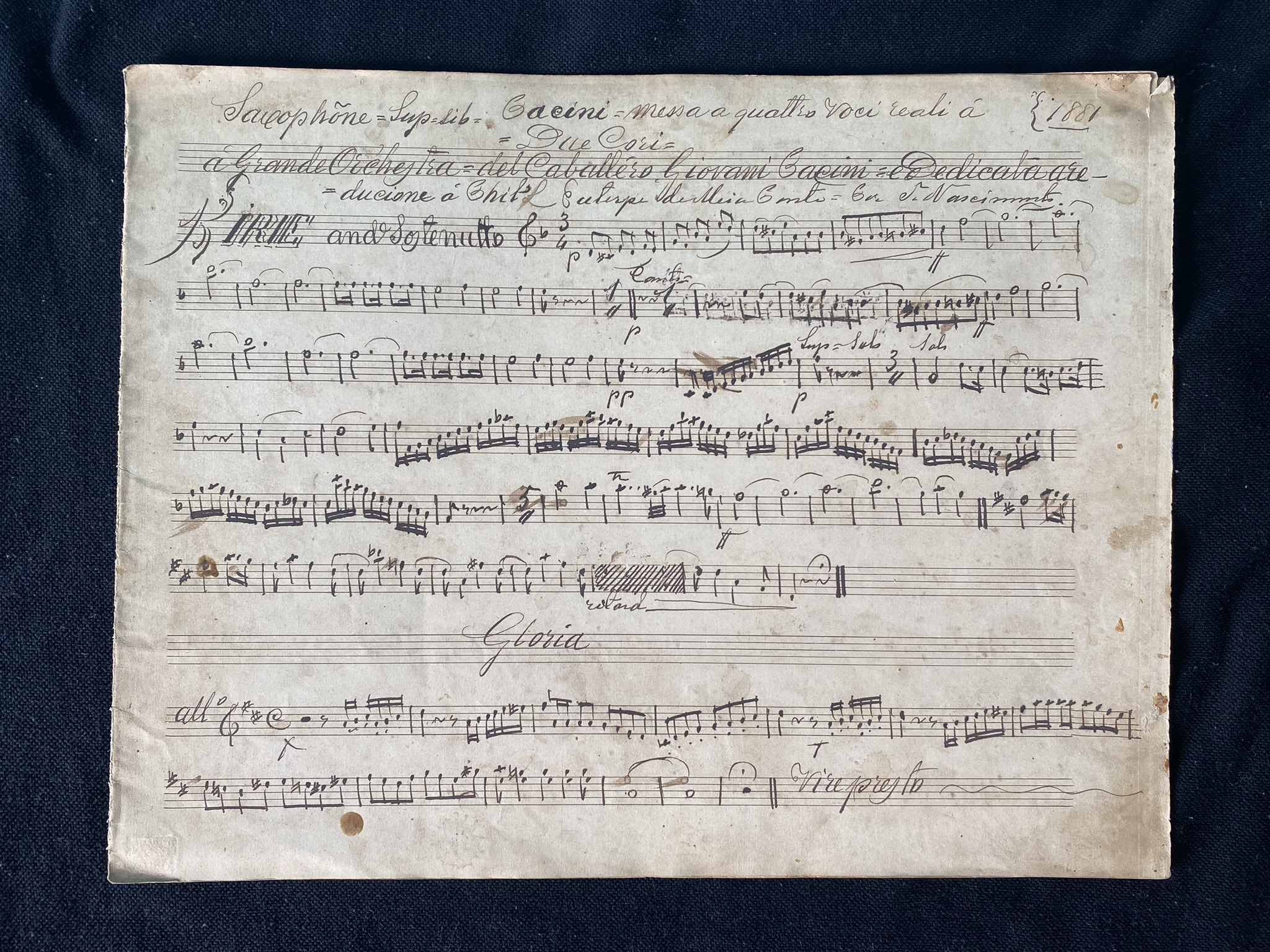
Partitura da Messa a quattro voci reali á Grand Orchestra del Caballero Giovanni Pacini, 1881, Phil Euterpe de Meia Ponte, atual Pirenópolis. Arquivo do Coro e Orquestra Nossa Senhora do Rosário

## Óperas
- Adelaide e Comingio (Melodramma semiserio in due atti, libretto di Gaetano Rossi, Teatro Rè, Milão, 1817)
- Il Barone di Dolsheim (Melodramma in due atti, libretto di Felice Romani, Teatro alla Scala, Milão, 1818)
- La sposa fedele (Melodramma semiserio in due atti, libretto di Gaetano Rossi, Teatro s. Benedetto, Veneza, 1819)
- Il falegname di Livonia (Teatro alla Scala, Milão, 1819)
- Vallace, o L'eroe scozzese (Teatro alla Scala, Milão, 1820)
- La sacerdotessa d'Irminsul (Teatro Grande, Trieste, 1820)
- La schiava in Bagdad, ossia il papucciajo (Teatro Carignano, Turim, 1820)
- La gioventù di Enrico V (Teatro Valle, Roma, 1820)
- Cesare in Egitto (Teatro Argentina, Roma, 1821)
- La Vestale (Teatro alla Scala, Milão, 1823)
- Alessandro nell'Indie (Teatro San Carlo, Nápoles, 1824)
- L'ultimo giorno di Pompei (Dramma serio per musica, libretto di Andrea Leone Tottola, Teatro San Carlo, Nápoles, 1825)
- Gli arabi nelle Gallie (Teatro alla Scala, Milão, 1827)
- Il Corsaro (Teatro Apollo, Roma, 1831)
- Saffo (Tragedia lirica, libretto di Salvadore Cammarano, Teatro San Carlo, Nápoles, 1840)
- La fidanzata corsa (Teatro San Carlo, Nápoles, 1842)
- Maria regina d'Inghilterra (Teatro Carolino, Palermo, 1843)
- Medea (Teatro Carolino, Palermo, 1845)
- Lorenzino de' Medici (Tragedia lirica, libretto di Francesco Maria Piave, Teatro La Fenice, Veneza, 1845)
- Bondelmonte (Tragedia lirica, libretto di Salvadore Cammarano, Teatro alla Pergola, Florença, 1845)
- Il Cid (Teatro alla Scala, Milão, 1853)
- Il saltimbanco (Dramma lirico, libretto di Giuseppe Checchetelli, Teatro Argentina, Roma, 1858)
- Belfagor (Teatro alla Pergola, Florença, 1861)